# Roermolen
De Roermolen of Roersemolen is een voormalige watermolen in de buurtschap Etzenrade bij Jabeek in de Nederlands Zuid-Limburgse gemeente Beekdaelen. De watermolen stond op de Roode Beek.

## Geschiedenis

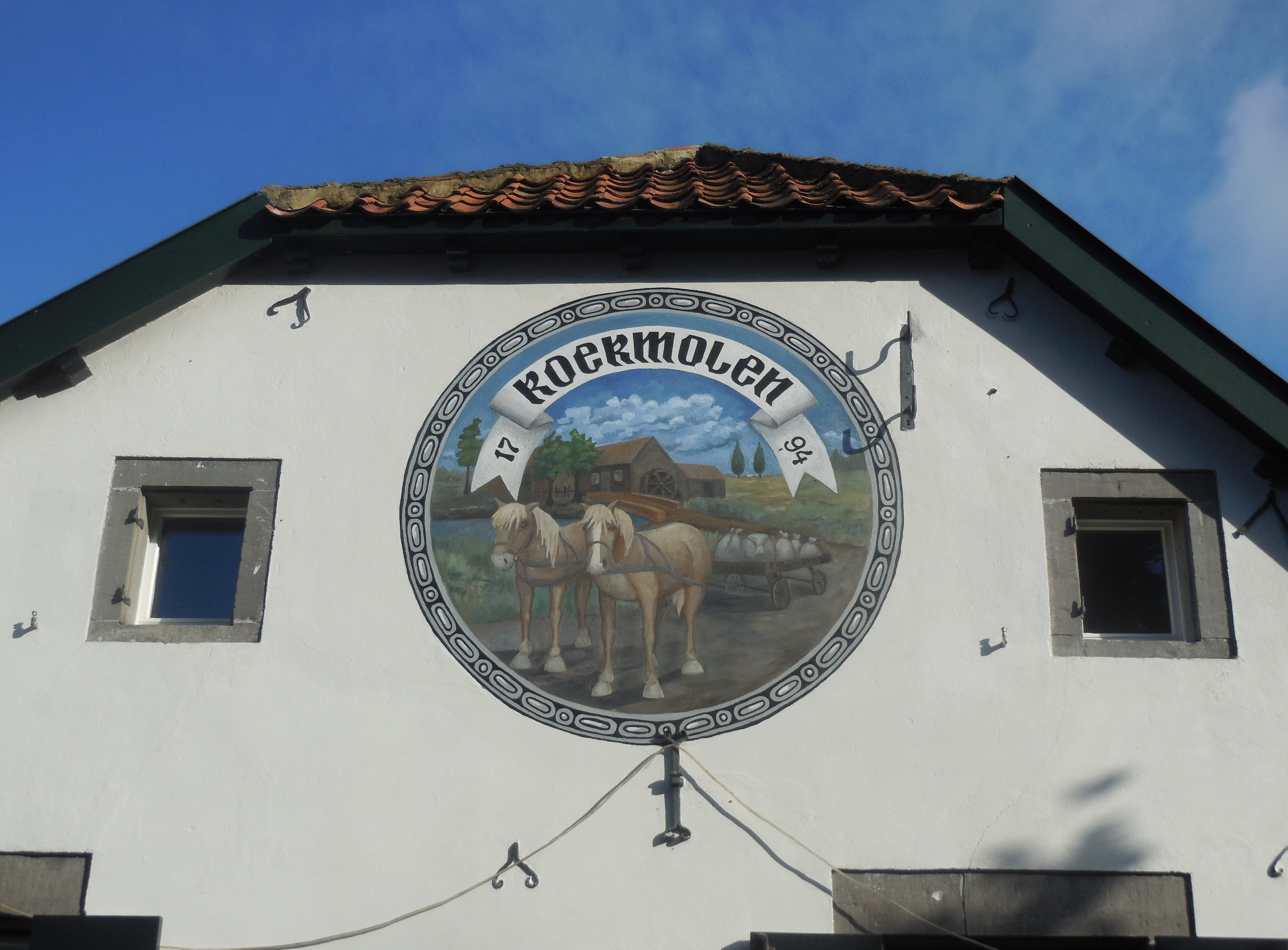
Beschildering aan de voorkant van de Roermolen.

De molen stamde uit 1794 en werd gebruikt als graanmolen.
In 1825 kwam er toestemming om de watermolen ook te gebruiken als oliemolen. De graanmolen werd door hetzelfde waterrad aangedreven als de oliemolen. Dit waterrad was een houten middenslagrad van 60 centimeter breed en 5,65 meter in doorsnee. Door de tijd is het rad enkele keren vernieuwd.
In 1904 had het rad een breedte van 75 centimeter en was voorzien van een krop (kroprad) om de werking te verbeteren. In 1927 kreeg molenaar August Velraeds van Gedeputeerde Staten toestemming het waterrad door een turbine vervangen. Hierbij werd de oliemolen en de maalinrichting afgebroken om plaats te maken voor een nieuwe maalinrichting. Tevens werd boven de turbine een kamer gebouwd.
Begin jaren 1950 werden de waterrechten door het waterschap afgekocht. In 1954 werd de molen niet meer gebruikt. Twee jaar erna werd de molentak van de beek gedempt en brak men het molenwerk af.
Sinds 1967 is het gebouw een rijksmonument.